# Cronologia da descolonização da América
Lista contendo países da América e suas respectivas bandeiras e datas de emancipação política de suas metrópoles coloniais europeias ou mesmo de países americanos já independente, indo do século XVIII ao século XX em ordem cronológica. 
| Bandeira | Colônia                  | Data            | Ano  | Colonizador          | Observações                                             |
| -------- | ------------------------ | --------------- | ---- | -------------------- | ------------------------------------------------------- |
|          | Estados Unidos           | 4 de julho      | 1776 | Reino Unido          | Revolução Americana e Destino Manifesto                 |
|          | Haiti                    | 1 de janeiro    | 1804 | França               | Revolução Francesa e História do Haiti                  |
|          | Paraguai                 | 15 de maio      | 1811 | Espanha              |                                                         |
|          | Argentina                | 9 de julho      | 1816 | Espanha              | Independência da Argentina e Vice-Reino do Rio da Prata |
|          | Chile                    | 12 de fevereiro | 1818 | Espanha              |                                                         |
|          | Venezuela                | 5 de julho      | 1819 | Espanha              |                                                         |
|          | Colômbia                 | 20 de julho     | 1819 | Espanha              | Independência da Colômbia e Vice-Reino de Nova Granada  |
|          | México                   | 16 de setembro  | 1821 | Espanha              | Independência do México e Vice-Reino da Nova Espanha    |
|          | Equador                  | 24 de maio      | 1822 | Espanha              |                                                         |
|          | Brasil                   | 7 de setembro   | 1822 | Portugal             | Independência do Brasil                                 |
|          | Peru                     | 28 de julho     | 1824 | Espanha              |                                                         |
|          | Bolívia                  | 6 de agosto     | 1825 | Espanha              |                                                         |
|          | Uruguai                  | 27 de agosto    | 1828 | Brasil               | Colonização Luso-Espanhola Veja em Guerra da Cisplatina |
|          | Nicarágua                | 25 de julho     | 1838 | Espanha              |                                                         |
|          | Costa Rica               | 15 de setembro  | 1838 | Espanha              |                                                         |
|          | El Salvador              | 15 de setembro  | 1838 | Espanha              |                                                         |
|          | Guatemala                | 15 de setembro  | 1838 | Espanha              |                                                         |
|          | Honduras                 | 15 de setembro  | 1838 | Espanha              |                                                         |
|          | República Dominicana     | 16 de agosto    | 1865 | Espanha              |                                                         |
|          | Canadá                   | 1 de julho      | 1867 | Reino Unido - França | História do Canadá                                      |
|          | Cuba                     | 20 de maio      | 1898 | Espanha - EUA        |                                                         |
|          | Panamá                   | 3 de novembro   | 1903 | Espanha - Colômbia   |                                                         |
|          | Guiana                   | 26 de Maio      | 1966 | Reino Unido          |                                                         |
|          | Jamaica                  | 6 de agosto     | 1962 | Reino Unido          |                                                         |
|          | Trindade e Tobago        | 31 de agosto    | 1966 | Reino Unido          |                                                         |
|          | Barbados                 | 30 de novembro  | 1966 | Reino Unido          |                                                         |
|          | Bahamas                  | 10 de julho     | 1973 | Reino Unido          |                                                         |
|          | Granada                  | 7 de fevereiro  | 1974 | Reino Unido          |                                                         |
|          | Suriname                 | 25 de novembro  | 1975 | Holanda              | Independência do Suriname                               |
|          | Dominica                 | 3 de novembro   | 1978 | Reino Unido          |                                                         |
|          | Santa Lúcia              | 22 de fevereiro | 1979 | Reino Unido          |                                                         |
|          | São Vicente e Granadinas | 27 de outubro   | 1979 | Reino Unido          |                                                         |
|          | Belize                   | 21 de setembro  | 1981 | Reino Unido          |                                                         |
|          | Antígua e Barbuda        | 1 de novembro   | 1981 | Reino Unido          |                                                         |
|          | São Cristóvão e Nevis    | 19 de setembro  | 1983 | Reino Unido          |                                                         |